# Owain Jones
Owain Tudur Jones (født 15. oktober 1984 i Bangor, Wales) er en walisisk tidligere fodboldspiller (midtbane). 
Jones tilbragte størstedelen af sin karriere i hjemlandet, hvor han repræsenterede blandt andet Bangor City og Swansea City, hvoraf sidstnævnte dog optræder i det engelske ligasystem. Han spillede også i England for blandt andet Swindon og Norwich, og senere også i Skotland, hvor han blandt andet repræsenterede Premier League-klubben Hibernian.
Jones nåede desuden at spille syv kampe for det walisiske landshold. Han debuterede for holdet i en venskabskamp mod Luxembourg 26. marts 2008.